# Ахун (гора)
Аху́н — гора в междуречье рек Агура и Хоста (Хостинский район, на территории города Сочи Краснодарского края).
Высшая точка — Большой Ахун (663 м над уровнем моря). Выделяется также гора Малый Ахун (501 м) и Орлиные скалы (380 м).
В недрах Ахунского карстового массива насчитывается более 20 пещер. Наиболее известная пещера находится рядом с тропой, соединяющей вершину горы и Агурские водопады. В лесах произрастают более 200 видов высших растений, 34 из которых занесены в Красную книгу России.
На одной из вершин массива, близ пруда, сохранились руины средневекового христианского храма Малый Ахун (остатки фундамента).
На горе Большой Ахун имеется смотровая башня, построенная в 1935—1936 годах по проекту архитектора С. И. Воробьева. Высота башни 30,5 м. Она является памятником архитектуры федерального значения, возведена из тёсаного белого известняка в романском стиле (строилась 10 месяцев). Кованые решётки на лестничных проходах башни выполнены сочинским скульптором П. П. Рочняком.
В 1937 году по проекту архитектора Давида Числиева на вершине горы Ахун был построен шикарный ресторан.
Дважды в советское время (1936, 1972) на вершину горы проектировалась канатная дорога. В 1972 она предполагала наличие из двух очередей: ресторан «Кавказский аул» — Орлиные скалы и Орлиные скалы-Ахун.

## Галерея

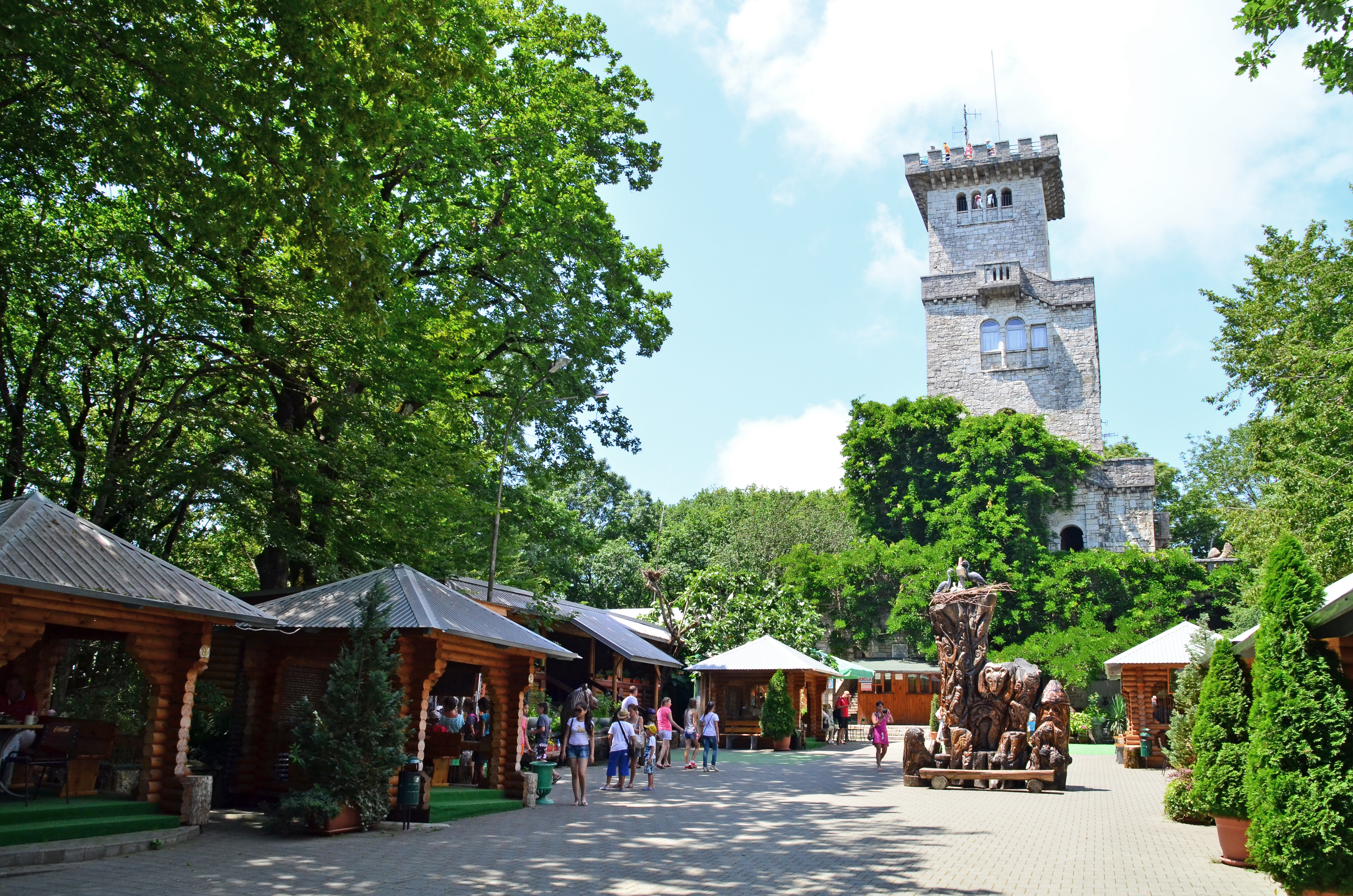
Башня на горе Ахун
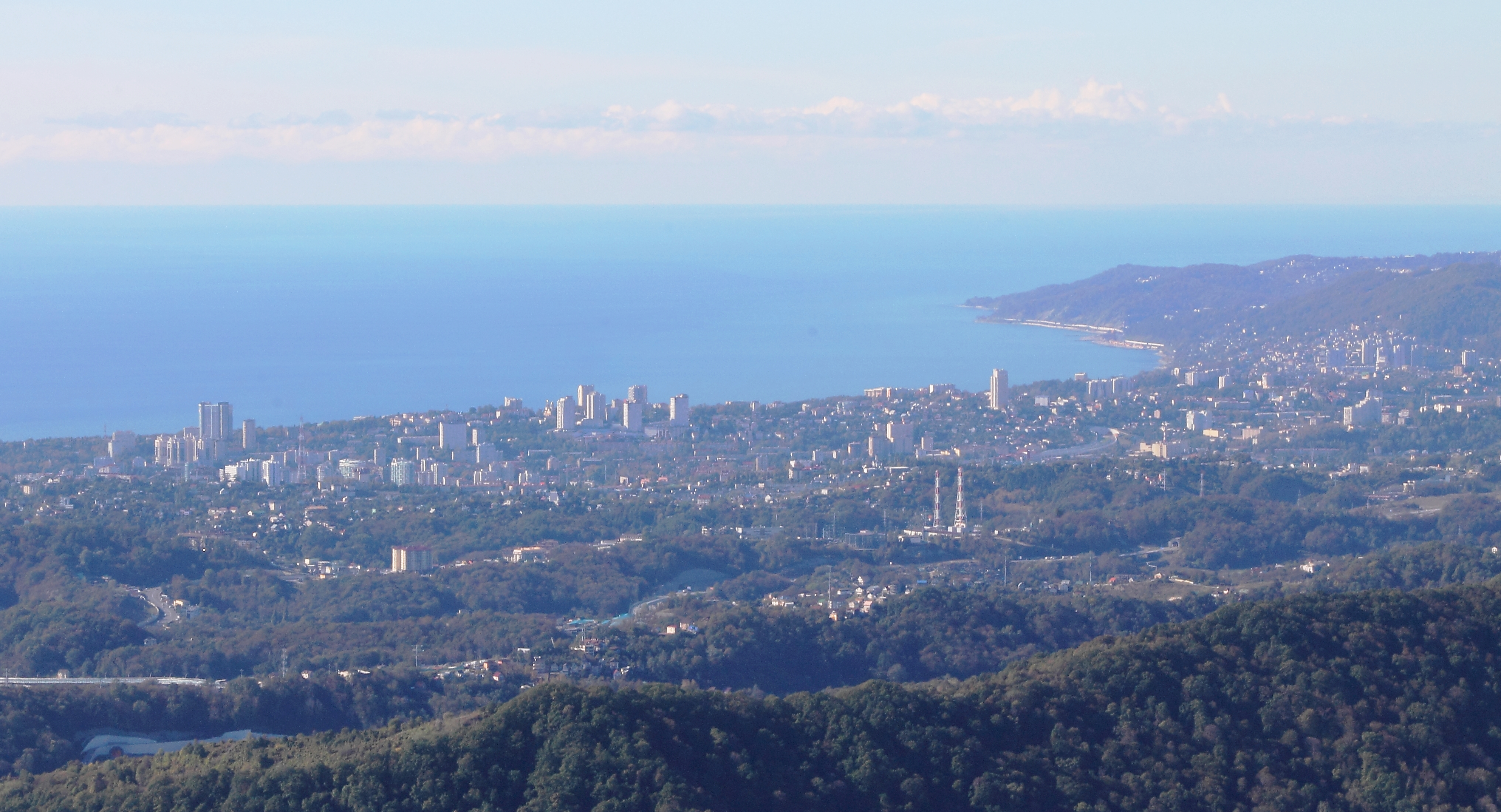
Вид на Центральный район города Сочи с башни на горе Ахун
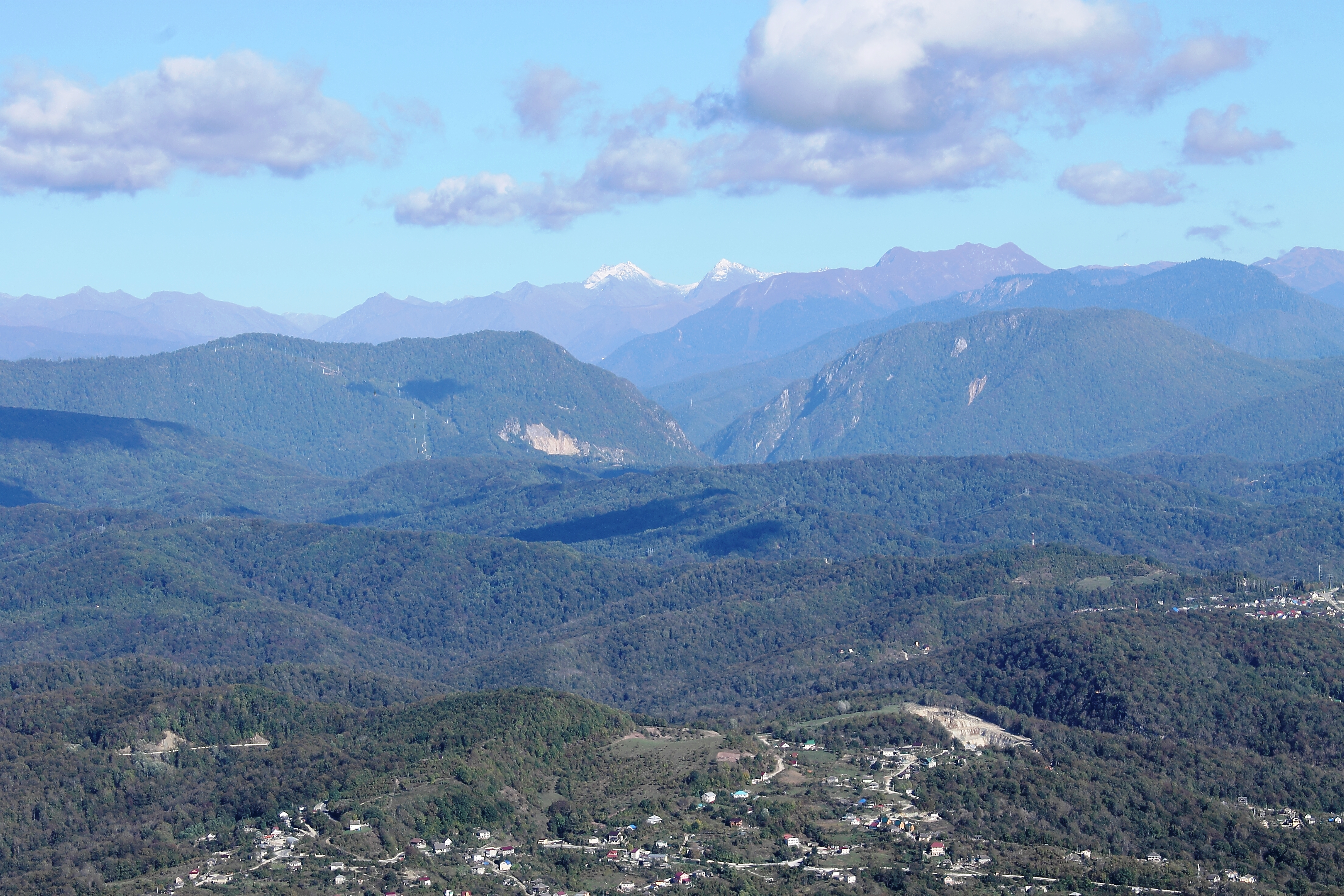
Вид с вершины горы Ахун в сторону Красной Поляны
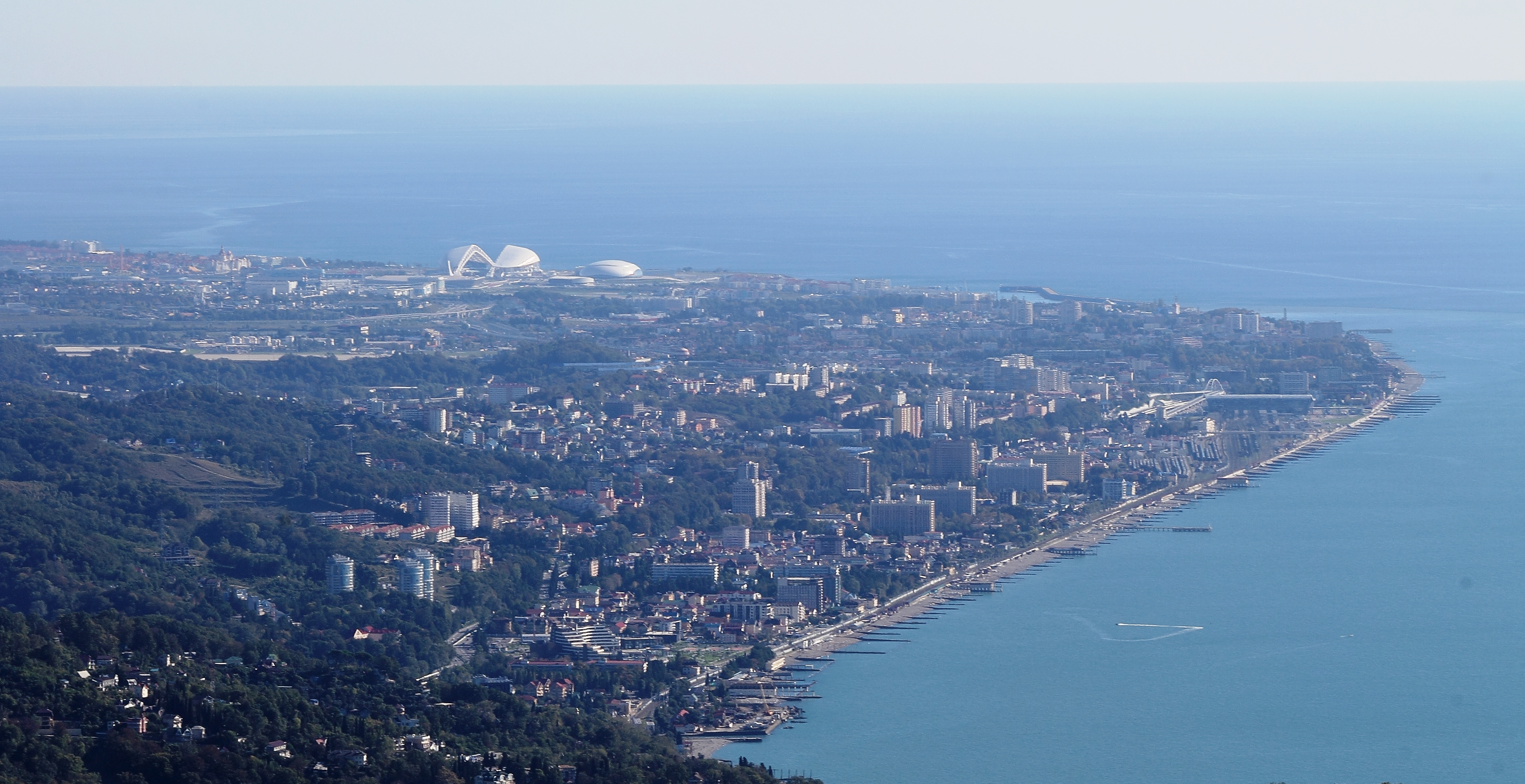
Вид с горы Ахун на Адлер
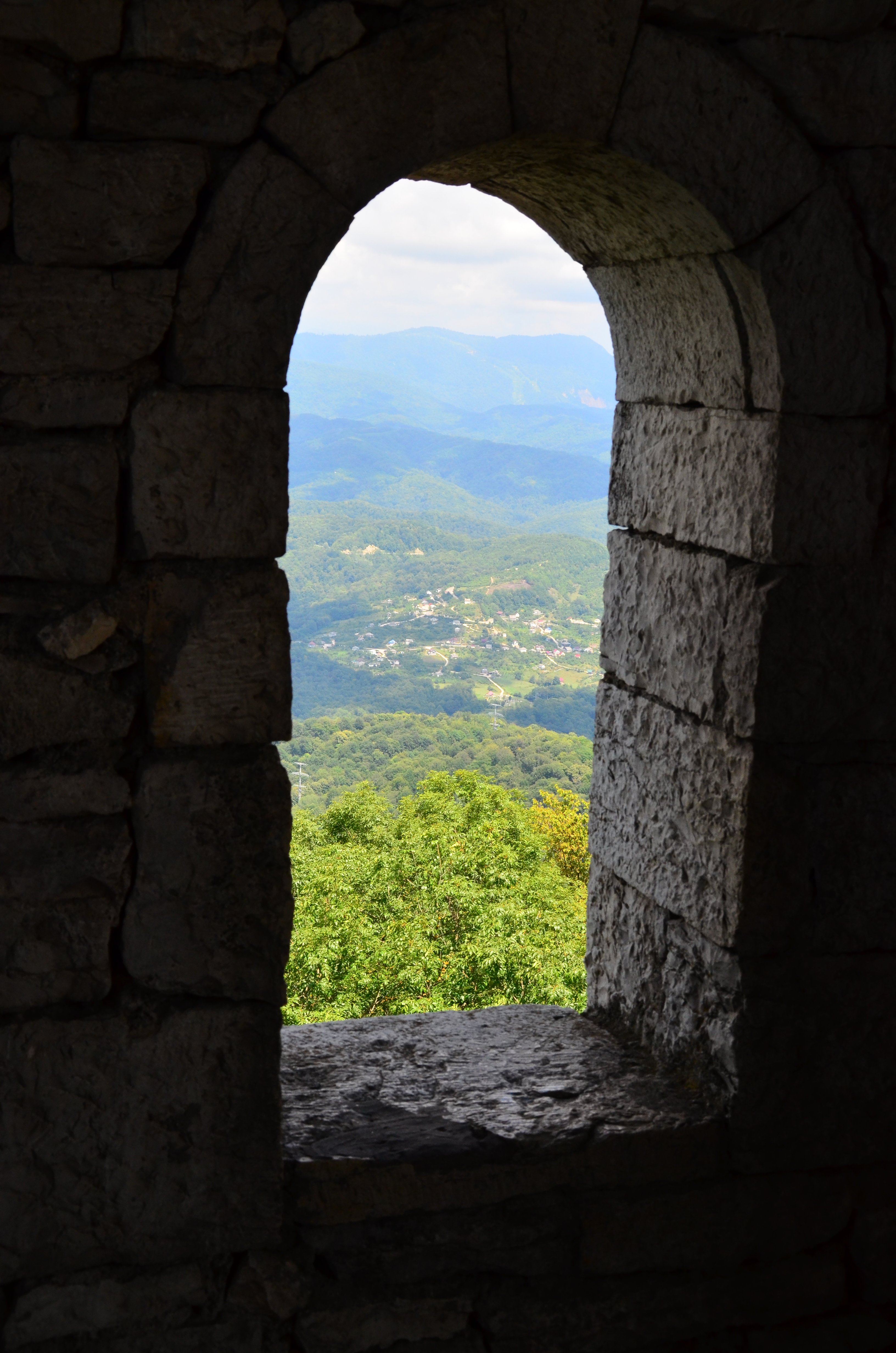
Вид на окно с лестницы Смотровой башни
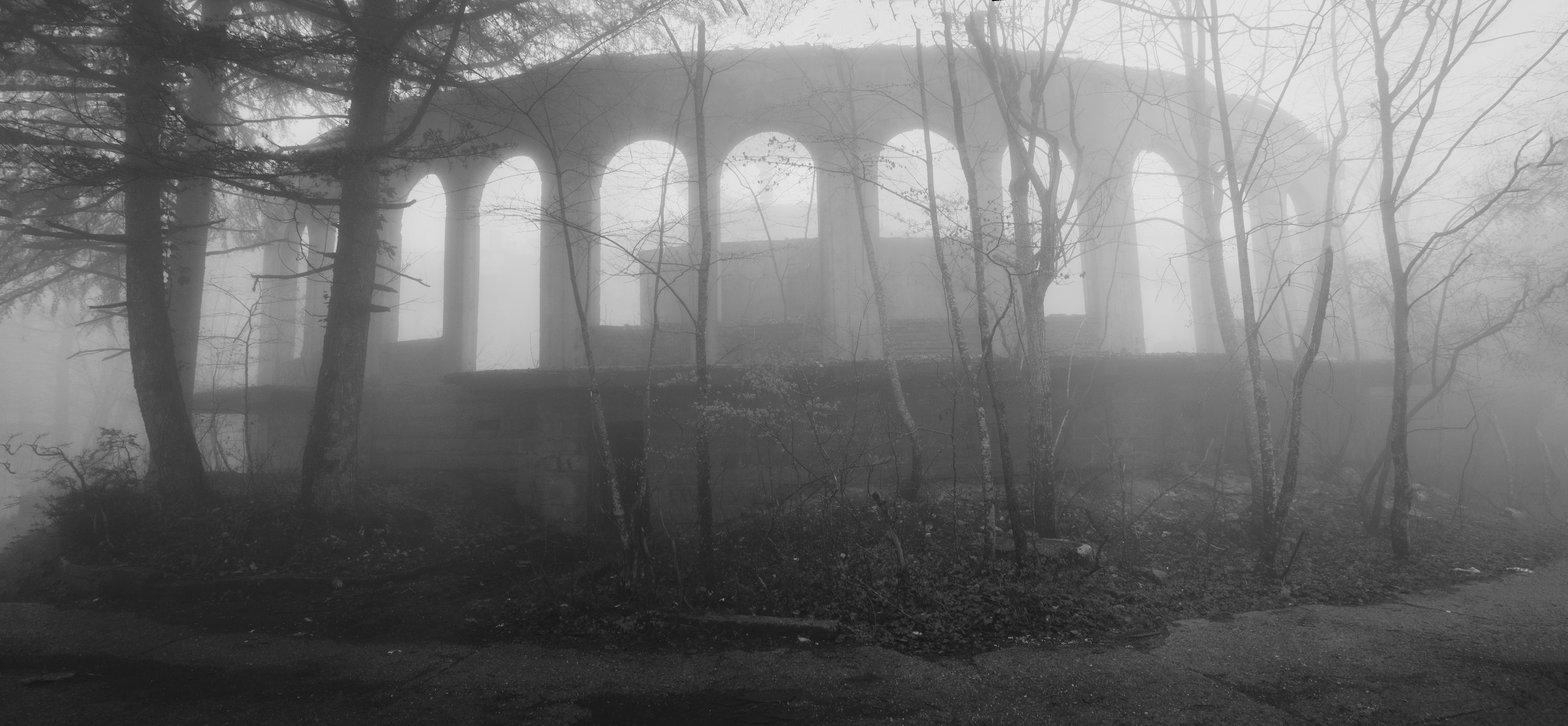
Заброшенный ресторан на вершине горы